# Roulage (technique)
Pour les articles homonymes, voir Roulage.

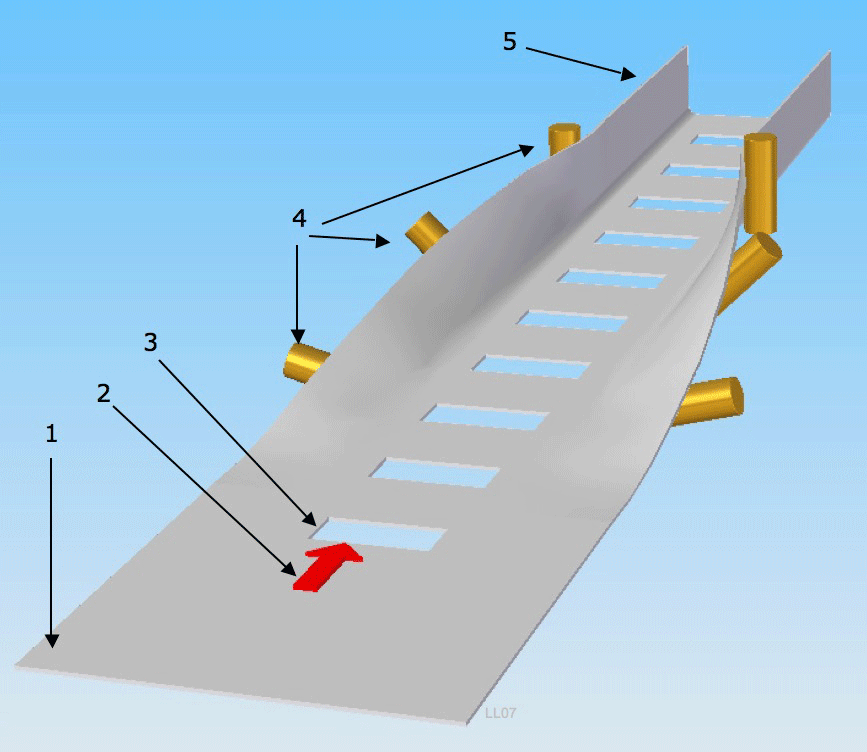
Exemple de déformation d'un matériau par roulage.

Le roulage est une technique de déformation du matériau d’une pièce pour lui donner une forme appropriée.
Le principe se rapproche du moletage et du galetage. 

## Filetage
- Filetage par galets cylindriques : le filetage s’obtient par la déformation de surface d’une pièce qui entraîne deux galets ayant pour forme la contrepartie du filetage. Les deux galets, en rotation sont poussés l’un vers l’autre jusqu’à ce que la forme désirée soit obtenue.

- Filetage par galets rectilignes : là les galets ont un rayon infini, c'est-à-dire qu'ils sont rectilignes et le déplacement de l'un par rapport à l'autre entraîne la pièce à fileter en rotation. Technique d'une très grande rentabilité pour la visserie de quincaillerie, de faible précision. Le coût d'un filetage est de la moitiè inférieur à celui exécuté avec des peignes.

La déformation plastique donne l’avantage de renforcer le filetage et la matière, qui a ainsi une meilleure résistance mécanique, une  meilleure résistance à la fatigue et à l’usure (écrouissage).

## Chaudronnerie
En  chaudronnerie, le roulage est l'opération consistant à courber une tôle, par exemple pour former une virole.
Il existe plusieurs technologies pour effectuer cette opération. 
La plus ancienne était une machine à 4 rouleaux. La technologie la plus rapide et la plus utilisée est une machine à 3 rouleaux. 
Un rouleau fixe supérieur et 2 rouleaux inférieurs qui changent de position.